# Burak Yılmaz
Burak Yılmaz (Antalya, 10. listopada 1985.) turski je nogometni trener i bivši nogometaš. Trenutačno je trener Kayserispora. Kao igrač igrao je na poziciji napadača.
Započeo je svoju profesionalnu karijeru u Antalyasporu iz svog rodnog mjesta Antalya. Igrao je (između ostalog) za četiri turska kluba: Beşiktaş, Fenerbahçe, Galatasaray i Trabzonspor. U 2011./12. je oborio rekord Fatiha Tekkea, koji je tijekom svog boravka u Trabzonsporu zabio 31 golova. Yılmaz je postigao 33 golova. U dresu Galatasaraya je zabio svoj 100. pogodak u turskoj Süper Ligi u studenom 2013. godine. U 2016. godini je se turski reprezentativac pridužio redovima kineskog Beijing Guoan. U 2006. godini je debitirao za Tursku. Od svog debija je odigrao preko 45 utakmica za domovinu. Turski nogometni izbornik objavio je u svibnju 2016. popis za nastup na Europskom prvenstvu u Francuskoj, na kojem se nalazio Yılmaz. Tjedan dana prije početka europskog nogometnog prvenstva u Francuskoj, Yılmaz je optužen za obiteljsko nasilje. Nakon dva poraza protiv Hrvatske i Španjolske, Yılmaz je zabio prvi svoj prvi gol na velikom natjecanju te prvi gol Turske na Europskom prvenstvu u Francuskoj. Deset minuta nakon početka utakmice protiv Češke, turski napadač je zabio Petru Čechu u prvom pokušaju. S pobjedom protiv Češke, Turci ipak nisu prošli u osminu finala. S pogotkom protiv Kosova u svojoj 50. utakmici u lipnju 2017., Yılmaz je postao drugi najboji strijelac u povijesti turske reprezentacija iza Hakana Şüküra.